# Mbam (Senegal)
Mbam ist eine Gemeinde (commune) im Département Foundiougne der Region Fatick, gelegen im zentralen Westen Senegals. Sie besteht aus dem namensgebenden Hauptort (chef-lieu) sowie weiteren Dörfern (villages) und Weilern (hameaux).

## Geographische Lage
Die Gemeinde Mbam liegt im Norden des Départements und gehört zum Erdnussbecken Senegals. Sie liegt am Ostrand des Saloum-Deltas und nimmt das Zentrum und den Osten der Insel Loog ein, benachbart zur Stadt Foundiougne und zur Gemeinde Soum im Westen der Insel. Umgeben ist die Insel von dem Saloum-Hauptarm im Norden und seinem Seitenarm Diombos im Süden. Beide sind östlich und westlich der Insel unter dem Einfluss der Gezeitenströmung über ein Geflecht mäandrierender Bolongs miteinander verbunden und bilden dort ein amphibisches Mangrovengebiet. 
Der Hauptort Mbam liegt drei Kilometer östlich der Départementspräfektur Foundiougne und 127 Kilometer südöstlich der Hauptstadt Dakar. Das Gemeindegebiet hat eine Fläche von 87,10 km². Benachbarte Kommunen sind im Uhrzeigersinn Soum und Foundiougne im Westen, Djilasse, Mbéllacadiao und Thiomby im Norden, und im Osten und Süden Djilor.

## Geschichte
Das Dorf Mbam war seit 1972 Teil der Landgemeinde (communauté rurale) Djilor. Im Jahr 2011 wurde die Landgemeinde geteilt. Für die Dörfer nördlich des Diombos wurde mit dem Hauptort Mbam eine neue communauté rurale gebildet. Neben dem Hauptort bestand sie aus den sechs Dörfern  Mbassis, Gagué-Mody, Gagué-Bocar, Sapp, Ndorong-Log und Thiaré sowie den drei Weilern Keur Samba Wané, Bambou und Ndolette. Mbam erhielt 2014, wie in Senegal alle communautés rurales, den landesweit einheitlichen Status einer Gemeinde (commune).

## Bevölkerung
Die letzten Volkszählungen ergaben jeweils folgende Einwohnerzahlen:
| Jahr | Einwohner |
| ---- | --------- |
| 1988 | –         |
| 2002 | –         |
| 2013 | 9.961     |
| 2023 | 11.713    |

Im Jahr 1988 zählte der Hauptort Mbam 1508 Einwohner. Im Jahr 2013 wurde von 3521 Einwohnern ausgegangen.

## Verkehr
Die Nationalstraße N 9 führt durch das Gemeindegebiet und den Hauptort Mbam und verbindet die Gemeinde so mit dem Rest des Landes. Eine 500 Meter lange Damm-Brücken-Kombination der N9 über den Diombos, einen südlichen Mündungsarm des Saloum, verbindet die auf der Insel Loog gelegene Gemeinde nach Osten und Süden mit dem Festland (Der eigentliche Durchlass unter der Straße ist nur 10 Meter breit).